# Naturbahnrodel-Europameisterschaft 1974
Die 4. FIL Naturbahnrodel-Europameisterschaft fand vom 9. bis 10. Februar 1974 in Niedernsill in Österreich statt.
Ausgetragen wurden sie auf der Rodelpiste Luziawald des USK Niedernsill.

## Technische Daten der Naturrodelbahn
| Name                   | Luciawald Rodelbahn Niedernsill |
| Start                  | 0915 m ü. A.                    |
| Ziel                   | 0767 m ü. A.                    |
| Höhendifferenz         | 0148 m                          |
| Durchschnittl. Gefälle | 0013,5 %                        |
| Länge                  | 1120 m                          |

## Einsitzer Herren
| Platz | Name                | Zeit        |
| ----- | ------------------- | ----------- |
| 01    | Erich Graber        | 3:18,39 min |
| 02    | Erwin Eichelberger  | + 0,05 s    |
| 03    | Albert Eichelberger | + 1,28 s    |
| 04    | Gottfried Lexer     | ?           |
| 05    | Anton Weißbacher    | ?           |
| 06    | Alfred Kogler       | ?           |
|       | Engelbert Fuchs     | ?           |
| 08    | Karl Flacher        | ?           |
| 09    | Helmut Kleinhofer   | ?           |
| 10    | Richard Huter       | ?           |
| 11    | Ernst Stangl        | ?           |
| 12    | Egon Tronegger      | ?           |
| 13    | Josef Mahlknecht    | ?           |
| 14    | Robert Jud          | ?           |
| 15    | Helmut Hutter       | ?           |
| 16    | Siegfried Wild      | ?           |
| 17    | Paul Mitterstieler  | ?           |
| 18    | Siegfried Graber    | ?           |
| 19    | Karl Mitterstieler  | ?           |
| 20    | Hubert Mairamhof    | ?           |
| 21    | Werner Beikircher   | ?           |
| 22    | Ernst Buchwieser    | ?           |
| 23    | Heinz Penz          | ?           |
| 24    | Vitus Gansler       | ?           |
| 25    | Vinko Lavtižar      | ?           |
| 26    | Josef Spindler      | ?           |
| 27    | Heinz Gdanitz       | ?           |
| 28    | Josef Ploner        | ?           |
| 29    | Max Buchwieser      | ?           |
| 30    | Janez Bahun         | ?           |
| 31    | Franz Kurz          | ?           |
| 32    | Georg Spindler      | ?           |
| 33    | Viko Debeljak       | ?           |
| 34    | Milan Česen         | ?           |
| 35    | Edwin Wipf          | ?           |
| 36    | Jože Čarman         | ?           |
| 37    | Aigars Kriķis       | ?           |
| 38    | Janez Končan        | ?           |
| 39    | Sergej Chailow      | ?           |
| 40    | Marjan Lombar       | ?           |
| 41    | Christof Rüegg      | ?           |
| 42    | Dainis Bremse       | ?           |
| 43    | Rolf Krämer         | ?           |
| 44    | Sergej Alexejew     | ?           |
| 45    | Juri Karjakin       | ?           |
| 46    | Larry Arbuthnot     | ?           |
| --    | Albert Brunner      | DNF         |
| --    | Anton Obernosterer  | DNF         |
| --    | Pierre Lachenal     | DNF         |
| --    | Silvo Bassille      | DNF         |
| --    | Erich Hedinger      | DNF         |
| --    | Dominique Ferrari   | DNF         |
| --    | Doug Hansen         | DNF         |

Bei der vierten Naturbahnrodel-Europameisterschaft ging zum ersten Mal die Goldmedaille im Einsitzer der Herren an Italien. Nachdem zuvor dreimal Österreicher gewonnen hatten, holte in diesem Jahr Erich Graber erstmals den Europameistertitel nach Italien. Die Plätze zwei bis zwölf belegten Österreicher. Die Silbermedaille gewann Erwin Eichelberger, der schon 1971 Bronze gewonnen hatte. Sein Rückstand betrug nur 5 Hundertstelsekunden. Dritter wurde Albert Eichelberger, der seine einzige EM-Medaille gewann.

## Einsitzer Damen
| Platz | Name                  | Zeit        |
| ----- | --------------------- | ----------- |
| 01    | Klara Niedertscheider | 3:26,73 min |
| 02    | Elfriede Pirkmann     | + 3,82 s    |
| 03    | Annemarie Ebner       | + 4,66 s    |
| 04    | Martha Ruech          | ?           |
| 05    | Margarethe Moser      | ?           |
| 06    | Berta Pichler         | ?           |
| 07    | Anna Pallhuber        | ?           |
| 08    | Hilde Fuchs           | ?           |
| 09    | Albina Gietl          | ?           |
| 10    | Roswitha Fischer      | ?           |
| 11    | Josefine Berger       | ?           |
| 12    | Rosi Eichner          | ?           |
| 13    | Mary Jane Bowie       | ?           |
| --    | Vera Zozuļa           | DNF         |

Zum vierten Mal ging der Europameistertitel im Einsitzer der Damen an Österreich und zum dritten Mal standen nur Österreicherinnen auf dem Podest. Klara Niedertscheider, die schon 1971 Europameisterin war, gewann mit einem Vorsprung von 3,82 Sekunden zum zweiten Mal die Goldmedaille. Silber ging an die Titelverteidigerin Elfriede Pirkmann. Dritte wurde Annemarie Ebner, die 1971 den zweiten Platz erreicht hatte.

## Doppelsitzer
| Platz | Name                                      | Zeit        |
| ----- | ----------------------------------------- | ----------- |
| 01    | Siegfried Wild – Othmar Hofer             | 2:17,55 min |
| 02    | Robert Jud – Erich Graber                 | + 0,90 s    |
| 03    | Helmut Kleinhofer – Karl Flacher          | + 1,53 s    |
| 04    | Heimo Buchner – Helmut Hutter             | ?           |
| 05    | Hubert Mairamhof – Josef Ploner           | ?           |
| 06    | Anton Obernosterer – Gabriel Obernosterer | ?           |
| 07    | Engelbert Fuchs – Gottfried Kreuzer       | ?           |
| 08    | Albert Brunner – Siegfried Graber         | ?           |
| 09    | Richard Huter – Klaus Motz                | ?           |
| 10    | Josef Spindler – Josef Spreng             | ?           |
| 11    | Paul Mitterstieler – Heinz Penz           | ?           |
| 12    | Heinz Gdanitz – Franz Kurz                | ?           |
| 13    | Janez Bahun – Milan Česen                 | ?           |
| 14    | Marjan Lombar – Vinko Lavtižar            | ?           |
| 15    | Doug Hansen – Larry Arbuthnot             | ?           |
| 16    | Lubomír Zeman – Zdeněk Barták             | ?           |
| 17    | Rolf Krämer – Edwin Wipf                  | ?           |
| 18    | František Halíř – Petr Jiricko            | ?           |
| 19    | Sergej Alexejew – Sergej Chailow          | ?           |
| --    | Werner Beikircher – Richard Mittermair    | DNF         |
| --    | Georg Spindler – Vitus Gansler            | DNF         |
| --    | Christof Rüegg – Erich Hedinger           | DNF         |
| --    | Josef Mahlknecht – Karl Mitterstieler     | DNF         |
| --    | Ernst Buchwieser – Max Buchwieser         | DNF         |
| --    | Jindřich Zeman – Petr Černý               | DNF         |

Europameister im Doppelsitzer wurden die Österreicher Siegfried Wild und Othmar Hofer. Sie hatten 1971 bereits die Bronzemedaille gewonnen. Die Silbermedaille ging an die Italiener Robert Jud und Erich Graber. Für Robert Jud war es die erste EM-Medaille, Erich Graber hatte schon bei der ersten Europameisterschaft 1970 zusammen mit Hans Graber die Silbermedaille gewonnen. Dritte wurden die Österreicher Helmut Kleinhofer und Karl Flacher. Für sie war es ihre einzige EM-Medaille.

## Medaillenspiegel
| Platz | Land       | Gold | Silber | Bronze | Gesamt |
| ----- | ---------- | ---- | ------ | ------ | ------ |
| 1.    | Österreich | 2    | 2      | 3      | 7      |
| 2.    | Italien    | 1    | 1      | —      | 2      |